# Drottning Kristinas silvertron

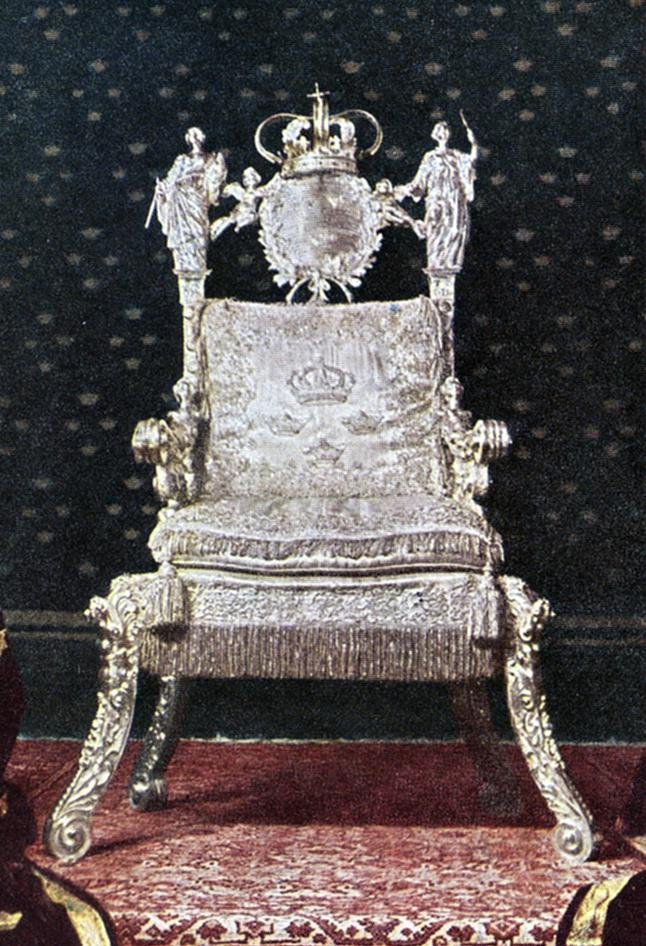
Drottning Kristinas silvertron (1982).

Drottning Kristinas silvertron är den svenska kungatronen som har använts av den svenska monarken sedan år 1650. Den används vid högtidliga ceremonier som kröningar, trontillträden och riksdagens högtidliga öppnande. 
Den står placerad i rikssalen på Stockholms slott.
Tronen är utformad av Abraham Drentwett i Augsburg på beställning av Magnus Gabriel De la Gardie som skänkte den till drottning Kristina inför hennes kröning 1650. Tronen stod i rikssalen på slottet Tre Kronor och var en av endast två möbler som räddades vid slottsbranden 1697. Därefter stod den i Wrangelska palatset innan den nya rikssalen stod klar och togs i bruk 1755.
Sedan den ändrade ceremonin för riksdagens öppnande, kallat riksmötets öppnande, som infördes 1975, har tronen stått oanvänd. Vid kronprinsessan Victorias myndighetsceremoni i rikssalen år 1995 satt Carl XVI Gustaf på en karmstol bredvid den.

## Beskrivning

### Tronen
Silvertronen har en stomme av trä och helt täckt av smitt silver. Sittdynan är av silvertyg från 1700-talet. Tronstolen har utsvängda, försilvrade, dekorerade ben och karmar avslutade med snidade volut och en hög rygg. På ryggstödet står Justitia (rättvisan) hållande ett svärd och Prudentia (klokheten) hållande en spegel. Mellan de två håller genier en krönt lagerkrans som ursprungligen sträckte sig kring drottning Kristinas monogram (två spegelvända C:n). Monogrammet behölls av Karl XI och Karl XII, som hade samma initialer, men inför Adolf Fredriks kröning 1751 byttes det ut mot lilla riksvapnet.

### Kröningshimlen
Den nuvarande kröningshimlen, Drottning Kristinas kröningshimmel, är en baldakin, som i fyra stänger bars upp av hovfolk ovanför tronen och monarken vid smörjelsen och vid kröningen. Den tillverkades i Paris inför drottning Kristinas kröning. Denna kröningshimmel användes senast vid Karl XV:s kröning 1860.
Kröningshimlen omnämns första gången i brevkorrespondens år 1648. Sannolikt broderades himlen av den franske pärlstickaren Pierre Boucher. Därefter iordningställdes kröningshimlen i Stockholm. Den förvarades sedan i Kungliga Husgerådskammaren och redan 1655 sönderskars den för att tyget skulle kunna ingå i Karl X Gustavs och Hedvig Eleonoras bilägersäng och i deras sons, Karl XI:s, dopvagga. När Karl XI kröntes 1675 uppstod behovet av en kröningshimmel igen och då anlitades pärlstickaren Georg Ulrich att återställa drottning Kristinas uppstyckade och sönderskurna himmel.
Den tronhimmel som hänger i Rikssalen ovanför silvertronen tillverkades till kung Adolf Fredrik och drottning Lovisa Ulrikas kröning i Storkyrkan 1751.

Bilder
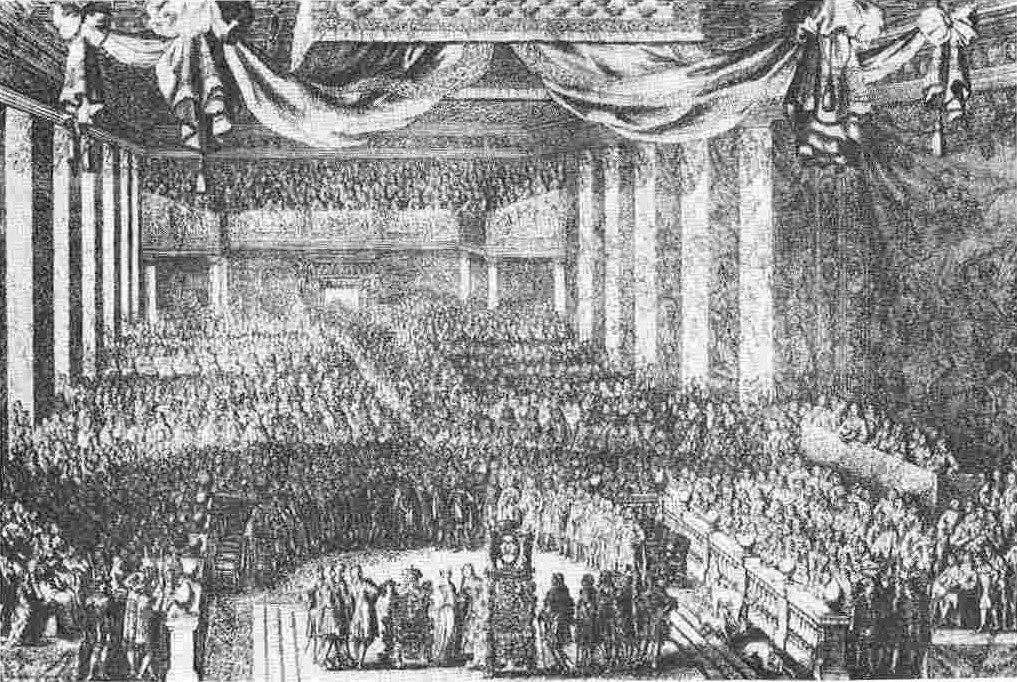
Silvertronen i rikssalen på slottet Tre Kronor vid Karl XI:s trontillträde 1672
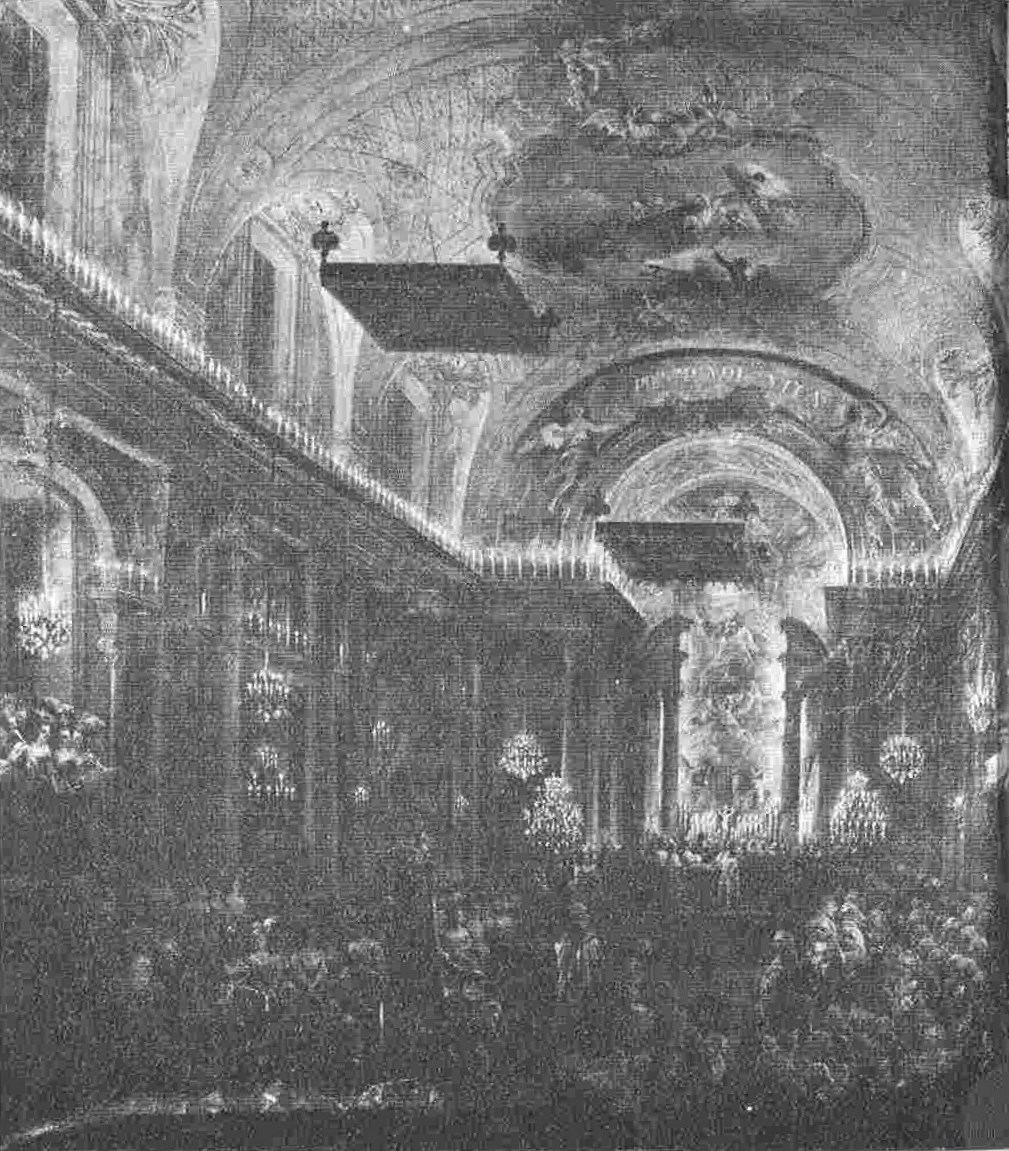
Silvertronen vid Gustav (IV) Adolfs dop i Slottskyrkan
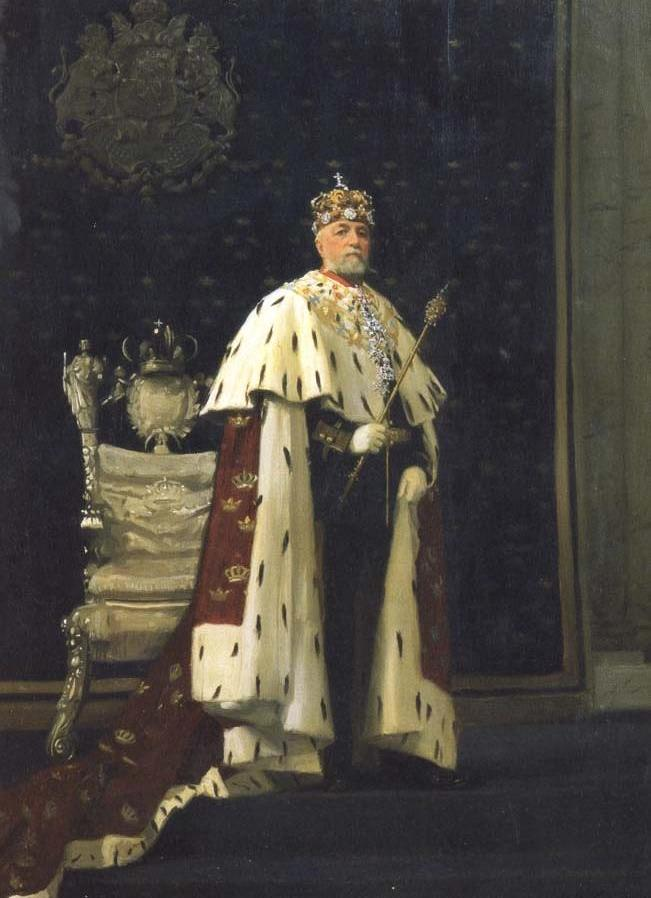
Oscar II vid Silvertronen

## Övrigt
En replik av silvertronen tillverkades för filmen Drottning Christina från 1933 med Greta Garbo i titelrollen. En replik användes också i filmen Batman från 1989, då som Jokerns tron.